# Dea Herdželaš
Dea Herdželaš (Sarajevo, 7 novembre 1996) è una tennista bosniaca.

## Carriera
Vincitrice di 9 titoli nel singolare e 7 titoli nel doppio nel circuito ITF, il 23 maggio 2022 ha raggiunto la sua migliore posizione nel singolare WTA piazzandosi 183º. Il 26 giugno 2023 ha raggiunto il miglior piazzamento mondiale nel doppio alla posizione n°334.
Ha disputato un totale di quaranta incontri con la squadra bosniaca di Fed Cup vincendone diciotto.

## Statistiche ITF

### Singolare

#### Vittorie (9)
| Torneo $100.000 (0) |
| Torneo $80.000 (0)  |
| Torneo $75.000 (0)  |
| Torneo $60.000 (0)  |
| Torneo $50.000 (0)  |
| Torneo $40.000 (0)  |
| Torneo $25.000 (1)  |
| Torneo $15.000 (4)  |
| Torneo $10.000 (4)  |

| N. | Data             | Torneo                                    | Superficie  | Avversaria in finale | Punteggio        |
| 1. | 7 settembre 2014 | Belgrad Open, Belgrado                    | Terra rossa | Nina Alibalić        | 6–2, 6–2         |
| 2. | 7 dicembre 2014  | ITF Women's Circuit Sousse, Sousse        | Cemento     | Martina Caregaro     | 6(4)–7, 6–2, 6–1 |
| 3. | 16 agosto 2015   | ITF Womens Tennis Club de Tunis, Tunisi   | Terra rossa | Jelena Simić         | 3–6, 7–6(6), 6–3 |
| 4. | 9 ottobre 2015   | Jolie Ville Golf Women's, Sharm el-Sheikh | Cemento     | Anna Morgina         | 6–1, 7–6(5)      |
| 5. | 30 aprile 2017   | ITF Women's Circuit Il Cairo, Il Cairo    | Terra rossa | Irina Fetecău        | 6-3, 6-1         |
| 6. | 28 febbraio 2021 | Artengo Open Series, Adalia               | Terra rossa | Nuria Brancaccio     | 6(1)-7, 6-2, 7-5 |
| 7. | 23 maggio 2021   | Sibenik Open, Sebenico                    | Terra rossa | Darja Viďmanová      | 6-2, 3-6, 6-4    |
| 8. | 12 giugno 2021   | Vilnius Cup, Vilnius                      | Cemento (i) | Anželika Isaëva      | 6-2, 4-0, rit.   |
| 9. | 17 ottobre 2021  | Women's Lima, Lima                        | Terra rossa | Katharina Gerlach    | 6-2, 6-2         |

#### Sconfitte (10)
| Torneo $100.000 (0) |
| Torneo $80.000 (0)  |
| Torneo $75.000 (0)  |
| Torneo $60.000 (0)  |
| Torneo $50.000 (0)  |
| Torneo $40.000 (0)  |
| Torneo $25.000 (4)  |
| Torneo $15.000 (1)  |
| Torneo $10.000 (5)  |

| N.  | Data              | Torneo                                                                                             | Superficie  | Avversaria in finale       | Punteggio        |
| 1.  | 22 giugno 2014    | Nis Open, Niš                                                                                      | Terra rossa | Maria Sakkarī              | 6-3, 4-6, 1-6    |
| 2.  | 14 settembre 2014 | Vrnjacka Banja Open, Vrnjačka Banja                                                                | Terra rossa | Valentini Grammatikopoulou | 6–1, 3–6, 6(5)–7 |
| 3.  | 19 aprile 2015    | ITF Women's Circuit Il Cairo, Il Cairo                                                             | Terra rossa | Tereza Mihalíková          | 5–7, 3–6         |
| 4.  | 2 agosto 2015     | Savitaipale Ladies Open, Savitaipale                                                               | Terra rossa | Dar'ja Mišina              | 4–6, 6–4, 4–6    |
| 5.  | 2 ottobre 2016    | Jolie Ville Golf Women's, Sharm el-Sheikh                                                          | Cemento     | Anna Morgina               | 4–6, 0–6         |
| 6.  | 15 luglio 2018    | Olevra Cup, Setúbal                                                                                | Cemento     | Ylena In-Albon             | 5-7, 2-6         |
| 7.  | 5 maggio 2019     | RWB Ladies Cup, Chimki                                                                             | Cemento (i) | Sofija Lansere             | 1–6, 6–4, 3–6    |
| 8.  | 25 gennaio 2020   | Internationaler Württembergische Hallenmeisterschaften um den Südwestbank-Cup, Stoccarda-Stammheim | Cemento (i) | Džulija Terzijska          | 3–6, 4-6         |
| 9.  | 15 agosto 2021    | Flanders Ladies Trophy Koksijde, Koksijde                                                          | Terra rossa | Mirjam Björklund           | 6(6)-7, 3-6      |
| 10. | 10 ottobre 2021   | Women's Lima, Lima                                                                                 | Terra rossa | Anna Sisková               | 6-3, 5-7, 0-6    |

### Doppio

#### Vittorie (7)
| Torneo $100.000 (0) |
| Torneo $80.000 (0)  |
| Torneo $75.000 (0)  |
| Torneo $60.000 (0)  |
| Torneo $50.000 (0)  |
| Torneo $40.000 (0)  |
| Torneo $25.000 (1)  |
| Torneo $15.000 (3)  |
| Torneo $10.000 (3)  |

| N. | Data              | Torneo                               | Superficie  | Compagno             | Avversari in finale                   | Punteggio        |
| 1. | 5 ottobre 2013    | Salona Open, Salona                  | Terra rossa | Barbara Kötelešová   | Gabriela Pantůčková Dominika Paterová | 7–6(4), 6–3      |
| 2. | 12 settembre 2014 | Vrnjacka Banja Open, Vrnjačka Banja  | Terra rossa | Nina Stojanović      | Dar'ja Lodikova Kateryna Sliusar      | 6–3, 6–0         |
| 3. | 1º agosto 2015    | Savitaipale Ladies Open, Savitaipale | Terra rossa | Rosalie van der Hoek | Nora Niedmers Hélène Scholsen         | 7–6(3), 7-5      |
| 4. | 3 dicembre 2017   | ITF Women's Circuit Indore, Indore   | Cemento     | Hsu Ching-wen        | Albina Khabibulina Ksenia Palkina     | 6-2, 6-1         |
| 5. | 18 febbraio 2018  | GD Tennis Cup, Adalia                | Cemento     | Ekaterine Gorgodze   | Martina Caregaro Federica Di Sarra    | 6–2, 6–4         |
| 6. | 3 marzo 2018      | GD Tennis Cup, Adalia                | Cemento     | Ágnes Bukta          | Amina Anšba Anastasyja Vasyl'eva      | 6-3, 6-3         |
| 7. | 4 marzo 2023      | PBI-CSE ITF Open, Bangalore          | Cemento (i) | Eden Silva           | Francisca Jorge Matilde Jorge         | 3-6, 6-4, [10-7] |

#### Sconfitte (17)
| Torneo $100.000 (0) |
| Torneo $80.000 (0)  |
| Torneo $75.000 (0)  |
| Torneo $60.000 (1)  |
| Torneo $50.000 (0)  |
| Torneo $40.000 (0)  |
| Torneo $25.000 (9)  |
| Torneo $15.000 (1)  |
| Torneo $10.000 (6)  |

| N.  | Data              | Torneo                                                    | Superficie      | Compagno             | Avversari in finale                       | Punteggio        |
| 1.  | 21 settembre 2013 | Budva Open, Budua                                         | Terra rossa     | Ana Bianca Mihăilă   | Ema Mikulčić Dejana Raickovic             | 2–6, 2–6         |
| 2.  | 15 marzo 2014     | Jolie Ville Golf Women's, Sharm el-Sheikh                 | Cemento         | Natasha Palha        | Nina Stojanović Ana Veselinović           | 0–6, 6–4, [6–10] |
| 3.  | 10 maggio 2014    | Rising Star Tour, Båstad                                  | Terra rossa     | Conny Perrin         | Kim Grajdek Maria Sakkarī                 | 5–7, 4–6         |
| 4.  | 22 novembre 2014  | ITF Women's Circuit Sousse, Sousse                        | Cemento         | Jelena Simić         | Natela Dzalamidze Oleksandra Korašvili    | 3–6, 1–6         |
| 5.  | 6 giugno 2015     | Zlatni Rat Cup, Bol                                       | Terra rossa     | Barbara Kötelešová   | Rebeka Stolmár Szabina Szlavikovics       | 6(5)-7, 0-6      |
| 6.  | 25 luglio 2015    | Tampere Open, Tampere                                     | Terra rossa     | Cristina Ene         | Nora Niedmers Hélène Scholsen             | 4-6, 6(5)-7      |
| 7.  | 27 febbraio 2016  | Beinasco Open, Beinasco                                   | Terra rossa (i) | Lina Ǵorčeska        | Arantxa Rus İpek Soylu                    | 4–6, 2–6         |
| 8.  | 6 maggio 2017     | ITF Women's La Marsa, La Marsa                            | Terra rossa     | Tereza Mrdeža        | Katarzyna Kawa Jasmina Tinjić             | 5–7, 4–6         |
| 9.  | 17 luglio 2017    | Bursa Cup, Bursa                                          | Terra rossa     | Aleksandra Pospelova | Valentina Ivachnenko Anastasyja Vasyl'eva | 3–6, 7–5, [1–10] |
| 10. | 3 settembre 2017  | Mamaia Idu Trophy, Mamaia                                 | Terra rossa     | Oana Georgeta Simion | Anastasija Komardina Elena-Gabriela Ruse  | 6–3, 1–6, [6–10] |
| 11. | 17 giugno 2018    | Padova Challenge Open, Padova                             | Terra rossa     | Tereza Mrdeža        | İpek Soylu Anastasia Zarycká              | 4–6, 1–6         |
| 12. | 12 agosto 2018    | Flanders Ladies Trophy Koksijde, Koksijde                 | Terra rossa     | Tereza Mihalíková    | Anna Bondár Raluca Șerban                 | 3–6, 0–6         |
| 13. | 9 giugno 2019     | Resortquest Pro Women's Open at Sea Colony, Bethany Beach | Terra verde     | Tereza Mihalíková    | Usue Maitane Arconada Hayley Carter       | 4–6, 4–6         |
| 14. | 30 gennaio 2021   | Egypt ITF World Tennis Tour, Il Cairo                     | Terra rossa     | Anita Husarić        | Quirine Lemoine Gabriella Mujan           | 6-4, 3-6, [6-10] |
| 15. | 30 ottobre 2021   | Women's Guayaquil Open, Guayaquil                         | Terra rossa     | Victoria Rodríguez   | María Herazo González María Paulina Pérez | 3-6, 6-4, [7-10] |
| 16. | 19 novembre 2022  | Nana Heraklion, Heraklion                                 | Terra rossa     | Lina Ǵorčeska        | Oana Gavrilă Lia Karatančeva              | 4-6, 4-6         |
| 17. | 29 aprile 2023    | ForteVillage ITF Trophy, Pula                             | Terra rossa     | Marie Benoît         | Alessandra Teodosescu Federica Urgesi     | 4-6, 3-6         |